# Eliza Orzeszkowa

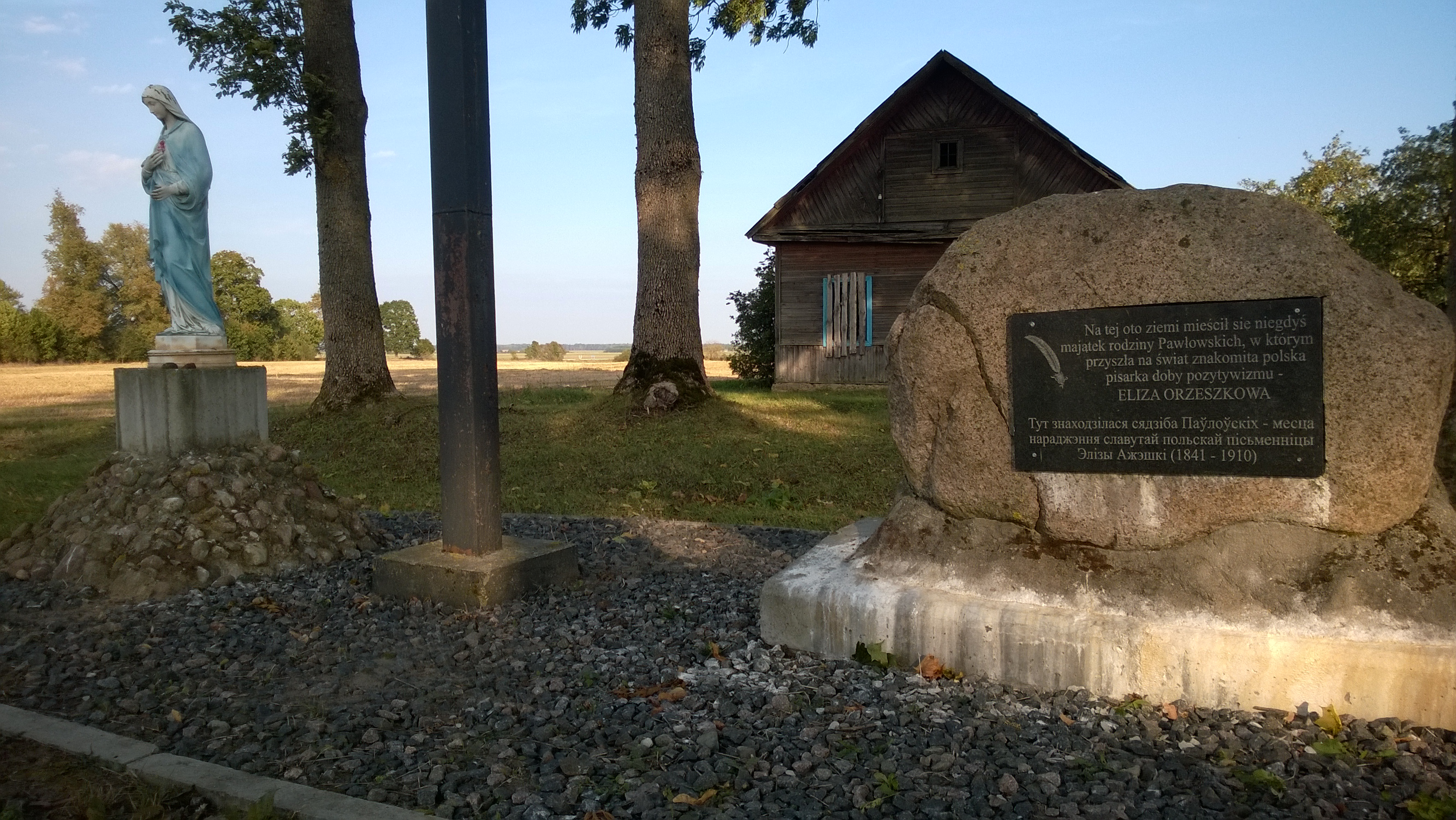
Tablica pamiątkowa w Milkowszczyżnie (2015)

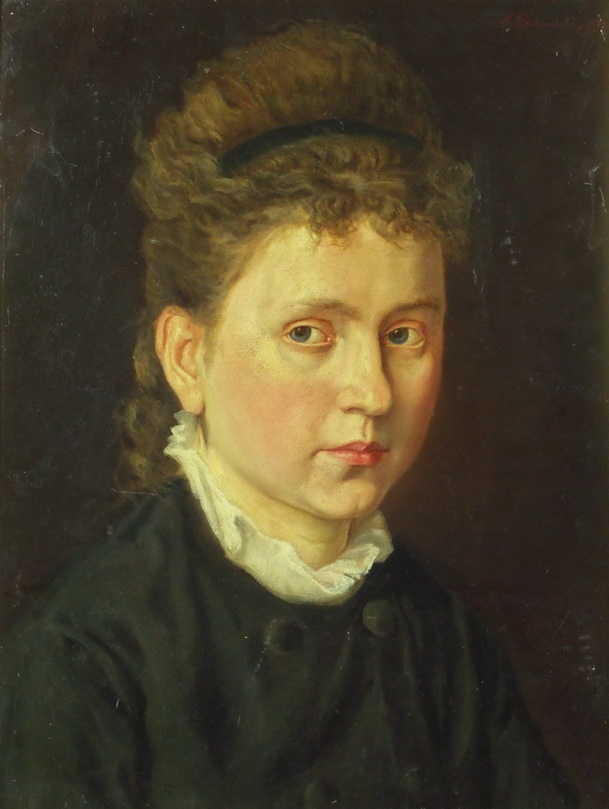
Kazimierz Pochwalski, Portret Elizy Orzeszkowej, 1879

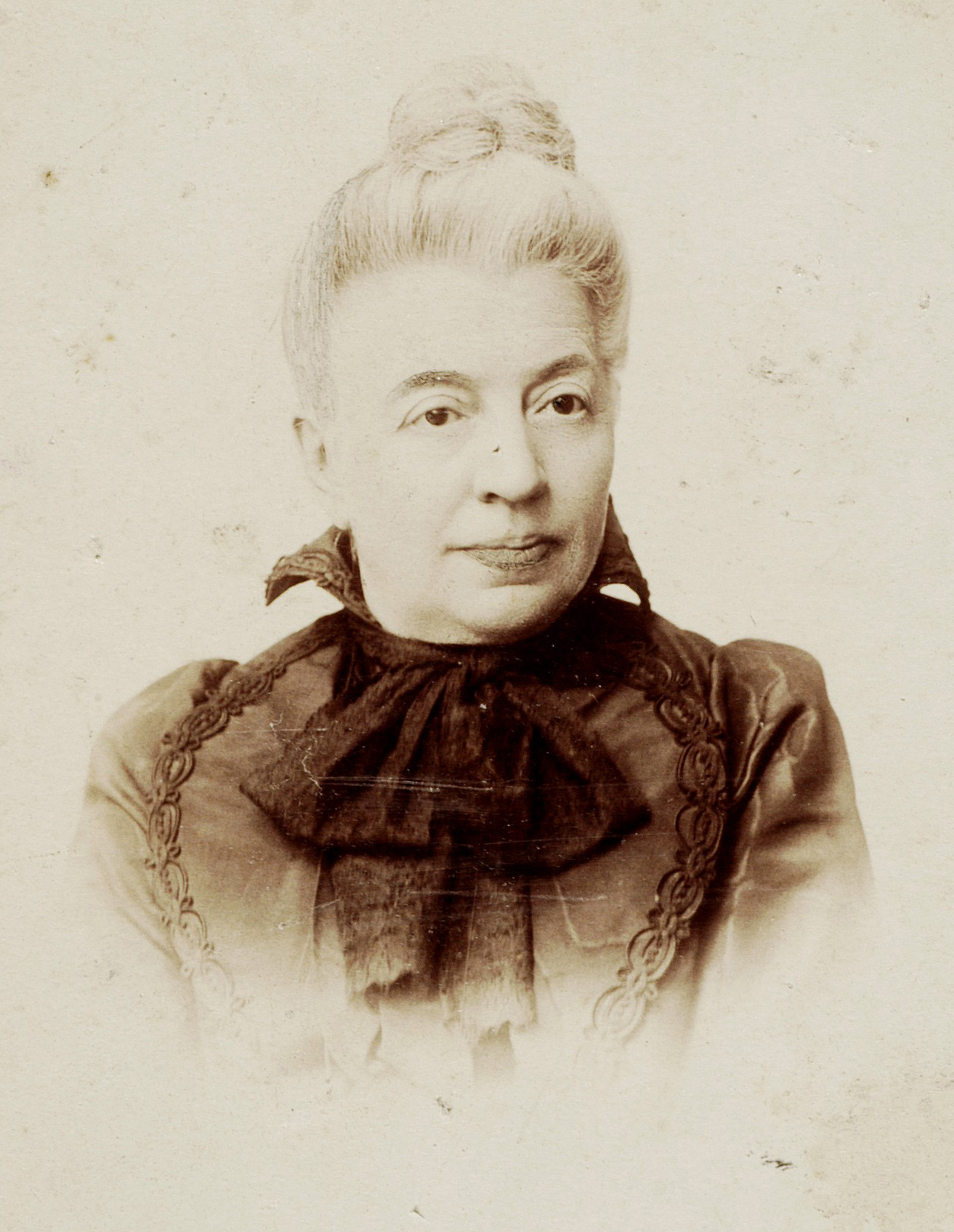
Eliza Orzeszkowa (1900)

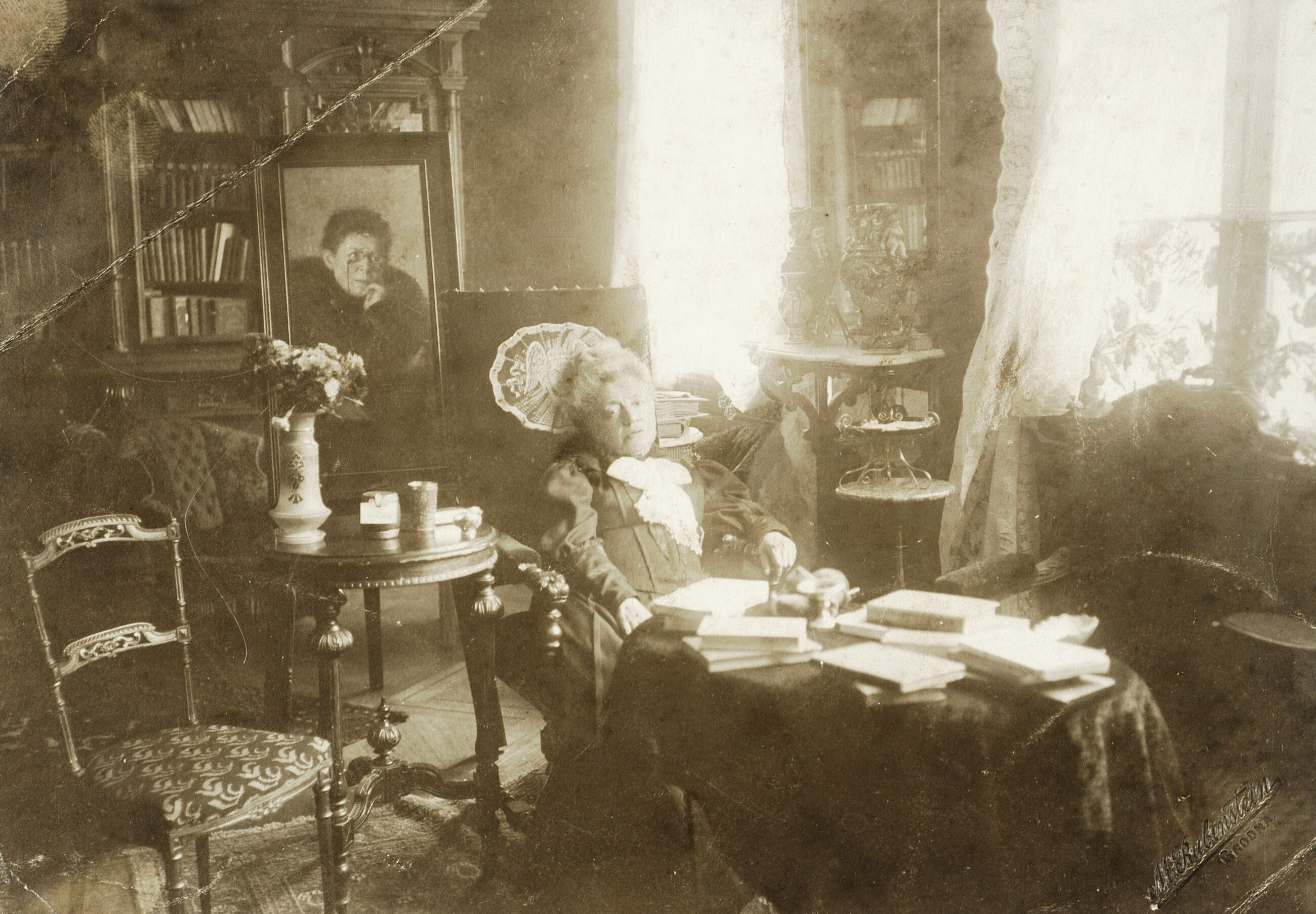
Eliza Orzeszkowa na ostatniej fotografii

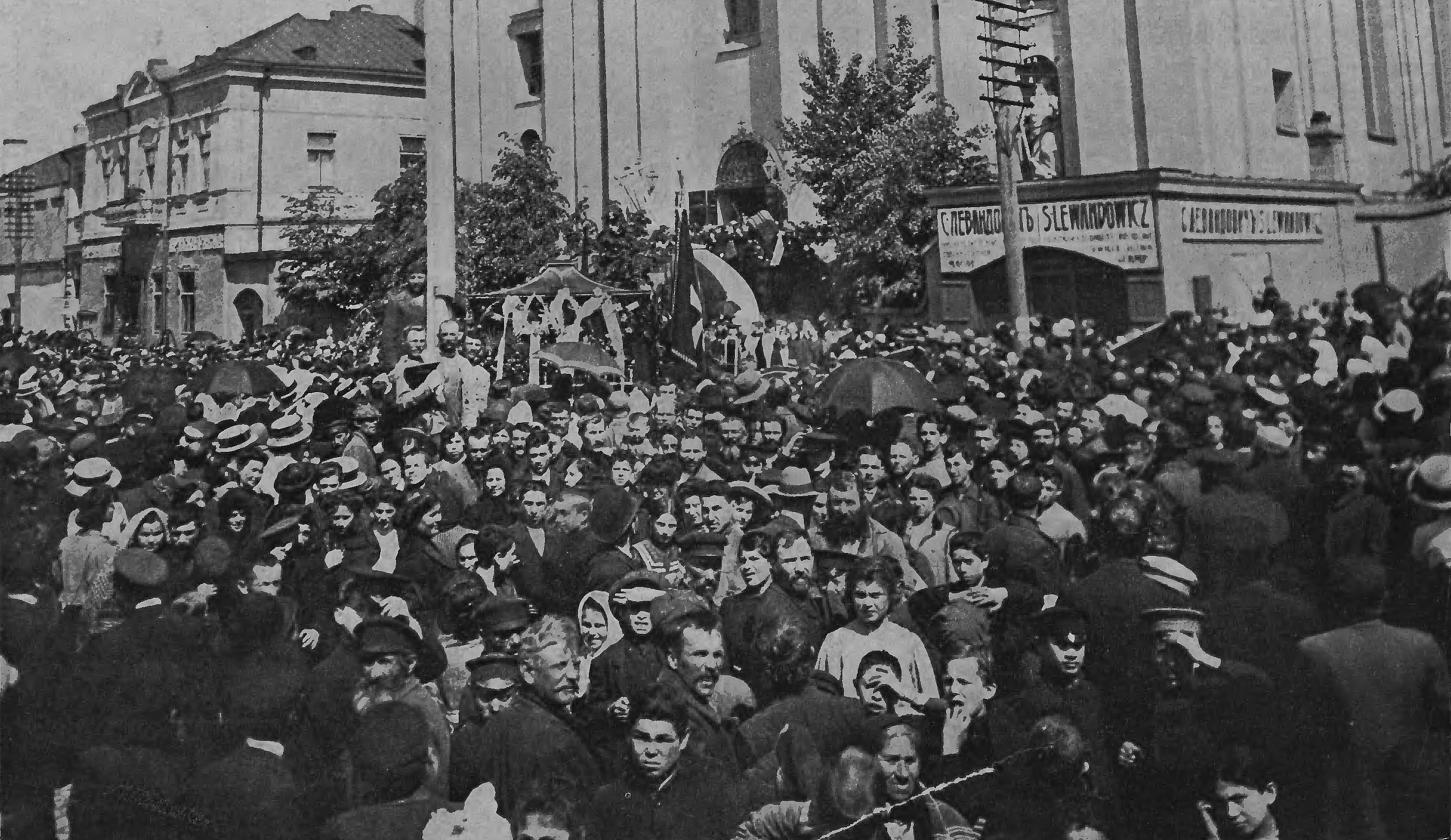
Pogrzeb Elizy Orzeszkowej

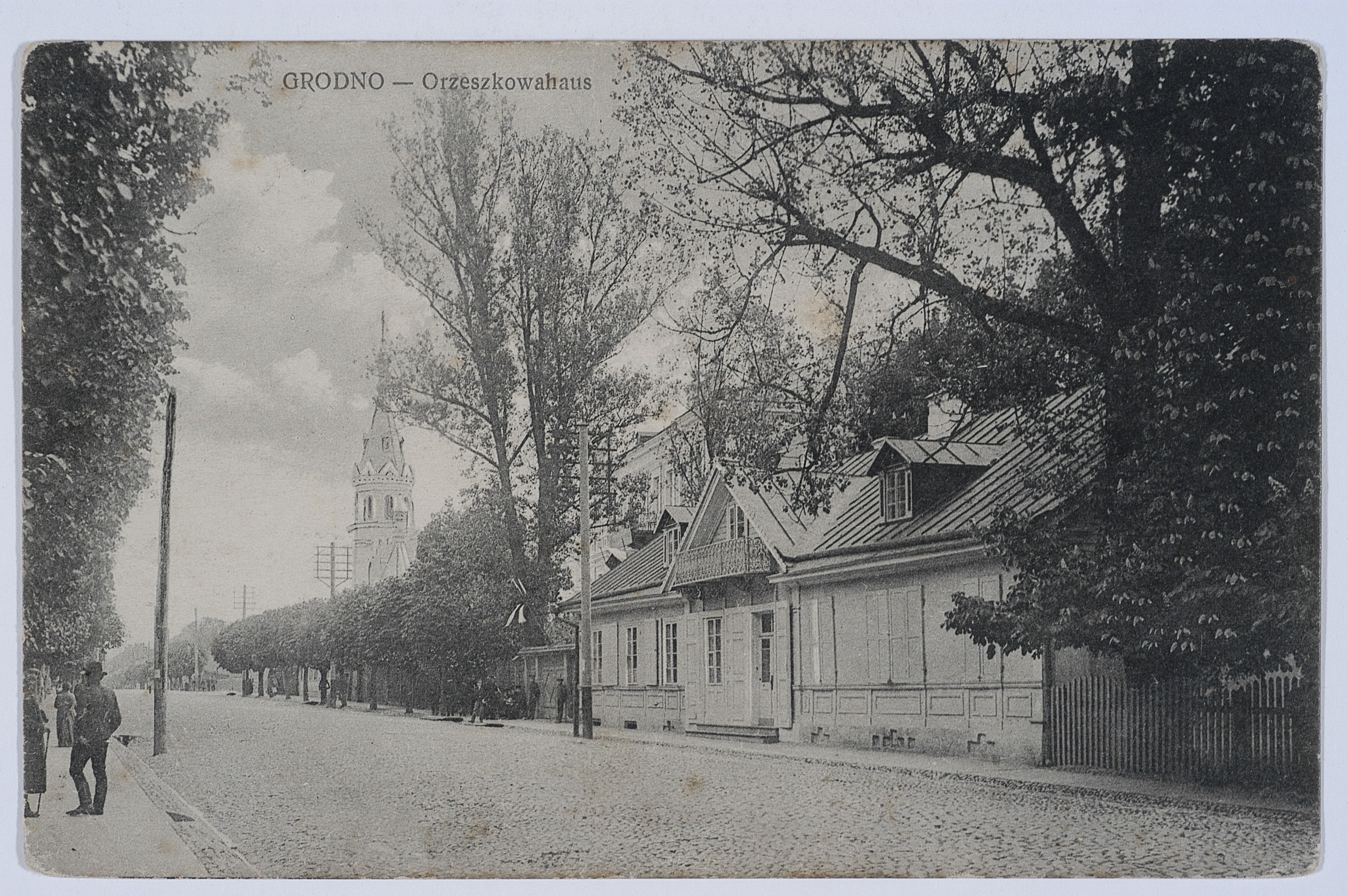
Ul. Brygidzka w Grodnie i dom Orzeszkowej (1917)

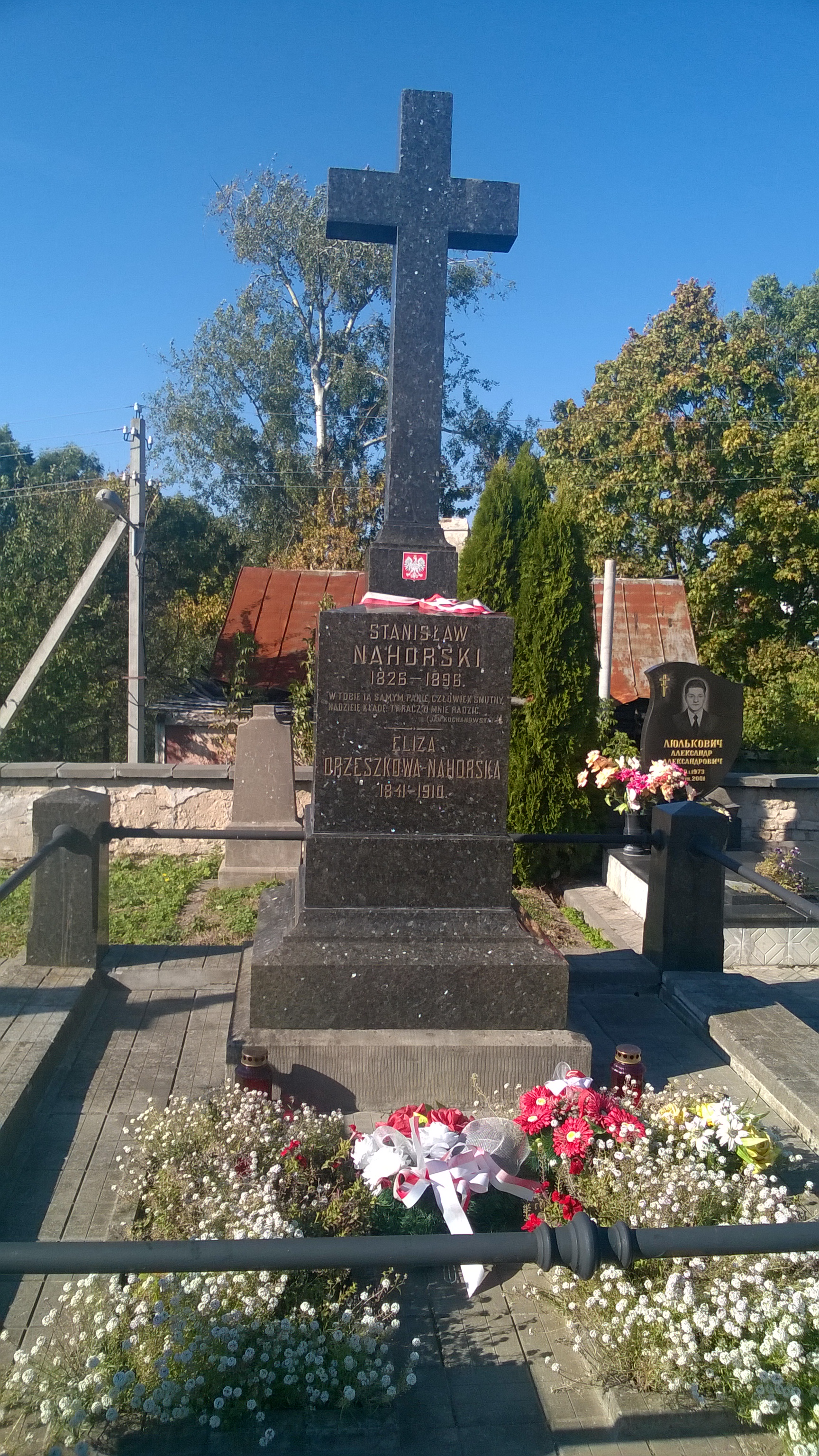
Grób Orzeszkowej na cmentarzu farnym w Grodnie

Eliza Orzeszkowaⓘ z domu Pawłowska, primo voto Orzeszko, secundo voto Nahorska, pseudonim „E.O.”, „Bąk (z Wa-Lit-No)”, „Li...ka”, „Gabriela Litwinka” (ur. 6 czerwca 1841 w Milkowszczyźnie, zm. 18 maja 1910 w Grodnie) – polska pisarka epoki pozytywizmu, autorka powieści Nad Niemnem (1888), nominowana do Nagrody Nobla w dziedzinie literatury w 1905. Jedna z najwybitniejszych powieściopisarek w okresie polskiego pozytywizmu.

## Życiorys

### Dzieciństwo
Urodziła się jako Elżbieta Pawłowska, młodsza córka adwokata Benedykta Pawłowskiego i jego drugiej żony – Franciszki z Kamieńskich. Ojciec, o zainteresowaniach intelektualnych i wysokiej kulturze, zgromadził w domu rodzinnym cenną galerię obrazów oraz bibliotekę liczącą kilka tysięcy tomów. Zmarł jednak, gdy Elżbieta miała 3 lata. Majątek wydzierżawiono, a mieszkańcy przenieśli się do Grodna i zamieszkali w parterowym domu przy ulicy Brygidzkiej (obecnie: Karla Marksa). Odtąd wychowywały ją same kobiety: matka, która zwała ją w modnym wówczas u elit języku francuskim Lisą (stąd Eliza), babka Elżbieta Kamieńska, nazywająca ją Ziunią, jej starsza o trzy lata siostra Klementyna oraz opiekunka (mamka) Michalina Kobylińska. Dziewczynka szybko zaczęła przejawiać talent literacki, dużo czytała i pisała opowiadania.
W 1852 roku jedenastoletnia Eliza w towarzystwie babki pojechała po nauki do Warszawy. W latach 1852–1857 kształciła się na pensji sakramentek. W 1855 r. poznała pensjonarkę Marię Wasiłowską, późniejszą Marię Konopnicką. Wspólne zainteresowania literackie scementowały ich przyjaźń na całe życie. Obydwie bardzo lubiły czytać i deklamować poezje, w szczególności zakazane utwory Adama Mickiewicza. Talent Elizy i Marii bardzo cenił sobie ich nauczyciel j. polskiego Ignacy Kowalewski.

### Małżeństwo z Piotrem Orzeszką
W maju 1857 roku Eliza wróciła do Milkowszczyzny. Chętnie uczestnicząc w sąsiedzkich balach, na jednym z nich poznała Piotra Orzeszkę, starszego od niej o szesnaście lat dalekiego kuzyna jej ojczyma. Jako kawaler stracił on większość swego majątku na rozrywki i małżeństwo z jedyną spadkobierczynią Milkowszczyzny było okazją poprawienia sytuacji finansowej. Kilka dni po balu do domu państwa Widackich przybył swat prosić o rękę młodej panny Elizy. Za namową despotycznej matki oświadczyny zostały przyjęte.
21 stycznia 1858, w wieku niespełna 17 lat, Eliza wyszła za mąż za Piotra Orzeszkę, ziemianina z powiatu kobryńskiego i zamieszkała w Ludwinowie, majątku męża. Pierwsze lata małżeństwa Eliza potem określała czasem „beztroskiego karnawałowania”, a także swoim „uniwersytetem”, gdyż znużona błahością życia towarzyskiego często sięgała do książek z ojcowskiej biblioteki. Powróciły wówczas pensjonarskie marzenia o uszczęśliwianiu wsi. Wraz z młodszym bratem męża, Florentym, założyła w Ludwinowie szkółkę wiejską. Tymczasem narastał konflikt z mężem, niepodzielającym ich fascynacji wsią i wiejskim ludem. W 1862 Orzeszkowa przebywała dłuższy czas w Warszawie, gdzie pod wpływem patriotycznych kazań rabina Markusa Jastrowa podjęła hasło asymilacji polskich Żydów. Po powrocie do Ludwinowa przebywała tam przez czas powstania styczniowego, wspierając powstańców w służbach pomocniczych. Od połowy czerwca 1863, przez około dwa tygodnie, w Ludwinowie przebywał wyczerpany i chory Romuald Traugutt, którego później (w lipcu) Orzeszkowa własnym powozem odwiozła do granicy Królestwa Polskiego. W napisanych wiele lat później nowelach, takich jak Gloria victis, próbowała opisać swój udział w powstaniu w formie zbeletryzowanej.
Najprawdopodobniej mąż Orzeszkowej w samym powstaniu nie brał czynnego udziału, ale tylko za jego zgodą (i na jego odpowiedzialność) Romuald Traugutt mógł przebywać w Ludwinowie. Wskutek tego, zadenuncjowany przez służbę, Piotr Orzeszko został jesienią 1863 aresztowany, a w marcu 1865 zesłany na Sybir do guberni permskiej; jego majątek skonfiskowano. Eliza Orzeszkowa wbrew pierwotnym postanowieniom nie pojechała za nim, lecz na początku 1864 przeniosła się do Milkowszczyzny i wszczęła proces o stwierdzenie nieważności małżeństwa. Dzięki pośrednictwu kanoników murawiewowskich uzyskała je w 1869 r.

### Sprzedaż Milkowszczyzny
Nie radząc sobie z zarządzaniem majątkiem ziemskim, po naradach z jednym z jej przyjaciół – prawnikiem Stanisławem Nahorskim, zdecydowała się na sprzedaż Milkowszczyzny. Ponieważ Polacy nie mogli nabywać ziemi w guberniach zachodnich, w 1870 r. nabywcą został rosyjski pułkownik Doury. Od roku 1869 Eliza Orzeszkowa zamieszkała w Grodnie i wykazując się dużą pracowitością, zajęła się pisaniem.
Z lat wczesnej twórczości na uwagę zasługują Marta, Pan Graba oraz Meir Ezofowicz. Charakter krytycznoliteracki miały rozprawy Kilka uwag nad powieścią (1866), Listy o literaturze (1873) oraz znacznie późniejsza O powieściach T.T. Jeża z rzutem oka na powieść w ogóle (1879). W twórczości dominuje realizm. Powstają: najważniejsza powieść Nad Niemnem oraz pokrewna tematycznie – Cham (1888). Po tym okresie niewiele już dzieł literackich Orzeszkowej osiąga takie wyżyny talentu. Korzystnie wyróżniają się nowelistyka: Dobra pani, A...B...C... oraz Tadeusz. Ciekawe są także powieści Dwa bieguny (1893), wydana w Petersburgu nakładem księgarni BR.Rymowicz, oraz Bene nati (1891).

### Małżeństwo ze Stanisławem Nahorskim
W roku 1894 Eliza Orzeszkowa wyszła za mąż za wieloletniego przyjaciela – Stanisława Nahorskiego. Poświęcała wiele czasu na akcje filantropijne i społeczne. Korespondowała z wieloma wybitnymi osobistościami ówczesnego życia społecznego i literackiego, takimi jak Leopold Méyet oraz Zygmunt Miłkowski. Współpracowała z tygodnikiem „Bluszcz”.
1 grudnia (19 listopada starego stylu) 1896 roku, podczas hucznie obchodzonych jej imienin, jej mąż doznał paraliżu serca i zmarł. Był to dla pisarki ogromny cios.
Orzeszkowa rzadko opuszczała Grodno, ale w lipcu 1899 roku przyjechała na kilka tygodni do Szwajcarii, która – jak pisała w listach do swego serdecznego przyjaciela, Leopolda Méyeta – bardzo jej się podobała. Zamieszkała początkowo w Interlaken. Zwiedziła wodospad Giessbach i Schynige Platte, podziwiała Jungfrau. W Zurychu spotkała się ponownie z Marią Konopnicką, która zaprosiła ją na wycieczkę do Rapperswilu. Chociaż Muzeum Polskie wyraźnie się Orzeszkowej nie spodobało, otrzymała jednak w 1907 roku godność członka honorowego Towarzystwa Muzeum. W następnych tygodniach zwiedziła Baden, Szafuzę i wodospad Rheinfall na Renie, które opisywała z zachwytem. W połowie sierpnia opuściła Szwajcarię i przez Frankfurt, Berlin oraz Warszawę udała się do Grodna.

### Nominacja do Nagrody Nobla
W 1904 pośród kandydatów do Literackiej Nagrody Nobla pojawiło się nazwisko Elizy Orzeszkowej. W wewnętrznych dokumentach komitetu nagrody występowała często jako Elise Orzeszko. Jej kandydaturę zgłosił Aleksander Brückner, ówczesny profesor Uniwersytetu Berlińskiego. Kandydatura uzyskała poparcie Alfreda Jensena, który w opracowaniach na temat jej twórczości stawiał ją pod niektórymi względami nawet wyżej od Henryka Sienkiewicza.
Członkowie Komitetu Noblowskiego po przeczytaniu dostarczonych książek i nowel Orzeszkowej zgodnie wyrazili opinię, iż wyróżnienie należy się jej w równym stopniu, co Sienkiewiczowi. W jednym z dokumentów można nawet przeczytać:

O ile w tekstach Sienkiewicza bije szlachetne polskie serce, to w twórczości Elizy Orzeszkowej bije serce człowieka.

Większość członków komitetu wysunęła wniosek o przyznaniu nagrody Henrykowi Sienkiewiczowi, mniejsza grupa zaproponowała podział nagrody. Argumentowano m.in., że Sienkiewicz jest i tak w Polsce bardziej znany i popularny, natomiast wyróżnienie wraz z nim równej mu poziomem pisarki spowoduje zasłużony wzrost jej popularności. Argumentacja mniejszości nie przekonała przeciwników, którzy wspólnie twierdzili, że podziały nagród są niezgodne z intencją fundatora. „Za cztery, pięć lat będzie można przyznać to wyróżnienie Elise Orzeszko” – napisał przewodniczący Komitetu i sekretarz Akademii Carl Wirsen. Nagrodę przyznano więc wyłącznie Sienkiewiczowi.
W 1906 r. otrzymała pierwszą nagrodę Fundacji Franciszka Kochmana ze Lwowa. Otrzymała tytuł członka honorowego Towarzystwa Szkoły Ludowej. W 1910 Orzeszkowa wstąpiła do loży teozoficznej „Alba”, będącej do 1912 r. częścią Rosyjskiego Towarzystwa Teozoficznego.

### Śmierć
Orzeszkowa zmarła 18 maja 1910 w Grodnie po ciężkiej chorobie serca. Ponieważ była niepraktykująca, ks. proboszcz Juliusz Ellert odmówił jej pogrzebu. Dopiero po interwencji biskupa pochowano ją w Grodnie 23 maja 1910 na cmentarzu farnym. Podczas nabożeństwa żałobnego w kościele Najświętszej Maryi Panny (farnym) przyjaciel i spowiednik Orzeszkowej ksiądz Stanisław Miłkowski wygłosił przemówienie. Jeden z żałobnych mówców Józef Kotarbiński – podsumowując życie, działalność społeczną i literacką pisarki – użył nad trumną znamiennych słów: „Ona była żywą mądrością i czującym sercem całej epoki...”

## Twórczość
| - 1866 Obrazek z lat głodowych (opowiadanie debiutanckie) - 1868 Ostatnia miłość - 1868 Z życia realisty - 1870 Na prowincji - 1870 W klatce - 1871 Cnotliwi - 1871 Pamiętnik Wacławy - 1872 Pan Graba - 1873 Na dnie sumienia - 1873 Marta - 1875 Eli Makower (zobacz też: Henryk Makower) - 1876 Rodzina Brochwiczów - 1876 Pompalińscy - 1877 Maria - 1878 Meir Ezofowicz - 1879-1882 Z różnych sfer (zbiór nowel) - 1881 Widma - 1881 Sylwek Cmentarnik - 1881 Zygmunt Ławicz i jego koledzy - 1882-1883 Bańka mydlana - 1883 Pierwotni - 1885 Niziny |  | - 1885 Dziurdziowie - 1886 Mirtala - 1888 Nad Niemnem - 1888 Cham - 1888 Panna Antonina (zbiór nowel) - 1888 W zimowy wieczór (zbiór nowel) - 1891 Czciciel potęgi - 1891 Jędza - 1891 Bene nati - 1891 Westalka - 1893 Dwa bieguny - 1896 Melancholicy (zbiór nowel) - 1896 Australczyk - 1898 Iskry (zbiór nowel) - 1900 Argonauci - 1903 Anastazja - 1904 Ad astra. Dwugłos - 1904 I pieśń niech zapłacze - 1910 Gloria victis (zbiór opowiadań, ostatnie dzieło Orzeszkowej) - publicystyka społeczna - 1870 Kilka słów o kobietach - 1880 Patriotyzm i kosmopolityzm - 1882 O Żydach i kwestii żydowskiej |

Ponieważ Eliza Orzeszkowa interesowała się kwestią kobiecą, w tym feminizmem, porównywano ją do George Sand, francuskiej pisarki o poglądach feministycznych, a nawet nazywano „polską George Sand”. Była wybitną polską pisarką, której utwory przetłumaczono na wiele języków świata. W jej pisarstwie można odnaleźć opisy dotyczące rodziny, relacji narodowościowych (zwłaszcza kwestii litewskiej), problematyki kobiecej. Zachęcała kobiety do pracy nad sobą, racjonalnego postrzegania procesów społecznych, upowszechniała też znaczenie rozwoju tzw. tradycyjnego ruchu emancypacyjnego.
Wśród ważnych czynników wpływających na położenie kobiet w społeczeństwie Orzeszkowa wymieniała: wykształcenie, wychowanie, samodzielność w pracy zawodowej. Podejmowała również problematykę znaczenia środowiska społecznego, w którym funkcjonować miała kobieta, oraz roli mężczyzn w dążeniu kobiet do równouprawnienia. Warto pamiętać, że poruszała te tematy w czasach, gdy dyskutowano o nich dosyć często w różnych, zwłaszcza inteligenckich, polskich i europejskich środowiskach społecznych (szczególnie o wychowaniu kobiet, ich edukacji, aktywności, w tym pracy wykonywanej również poza gospodarstwem domowym, statusie kobiet zamężnych, wdów i panien).
Elizę Orzeszkową uznawano za propagatorkę wzoru „nowej kobiety”, a także działaczki feministycznej zaangażowanej w działalność ruchu kobiecego. W powieści „Marta” pisarka poprzez postać opisywanej bohaterki przekazywać miała czytelniczkom „prawa do samodzielnego rozwijania indywidualności, obowiązku do pracy”. Ponadto podkreślano, że Orzeszkowa szczególnie przyczyniła się do propagowania wykształcenia kobiet, co miałoby przynieść efekt w większych możliwościach podejmowania przez kobiety pracy zawodowej. Autorka tekstu podkreślała, że w emancypacji propagowanej przez Orzeszkową nie chodzi „o walkę z mężczyzną, lecz o współpracę. Credo Orzeszkowej brzmi: «Nie od urojonej tyranii mężczyzn, nie od świętych i przynoszących szczęście obowiązków rodzinnego życia i prostoty – ale od słabości fizycznej bardziej narzuconej niż od natury wziętej, od braku sił moralnych na samoistne i logiczne życie, od klątwy wiecznego niemowlęctwa i anielstwa, od wypatrywania z cudzej ręki kawałka powszedniego chleba, od wiecznego zamykania przed nimi dróg poważnej i użytecznej pracy mają i winny emancypować się kobiety»”.
Orzeszkowa w swojej twórczości zwracała uwagę na szerokie uwarunkowania wpływające na położenie kobiet w społeczeństwie. Szczególne znaczenie przywiązywała do wpływu otoczenia, w którym funkcjonować miałaby kobieta, wskazywała na przyjmowane w danym środowisku i miejscu życia tradycje czy przyjęty katalog wartości. Wbrew przeważającym w polskiej opinii społecznej wzorom tzw. idealnej kobiety jako kobiety – chrześcijanki ukazywała wpływ religii katolickiej na utrwalanie konserwatywnych wzorów dotyczących życia kobiet. Z drugiej strony pisarka dostrzegała pozytywny wpływ religii np. na wytrwałość kobiet w dążeniach do wyznaczonych celów życiowych. Uważała, że religia zastąpiła współczesnej kobiecie tęsknotę za szeroko rozumianymi potrzebami w zakresie celów wykraczających poza prowadzenie domu, takich jak edukacja lub praca zawodowa.
Według Orzeszkowej kobiety szukały w religii ucieczki przed ograniczeniami dotyczącymi ich pragnień uczestnictwa w życiu publicznym, dążeń do zdobywania wykształcenia czy pracy zawodowej dostępnej głównie mężczyznom. Analizując kwestię równouprawnienia kobiet, Eliza Orzeszkowa stwierdzała, że zainteresowania kobiety współczesnej, żyjącej na przełomie XIX i XX wieku, nie powinny ograniczać się tylko do małżeństwa, rodziny i prowadzenia gospodarstwa domowego. W swoich utworach snuła rozważania na temat roli ówczesnej kobiety, która dążyć powinna do zrównania z mężczyzną w zakresie dostępu do wiedzy, w dążeniach do podejmowania edukacji, zainteresowań nauką. Podnosiła, że w obecnym społeczeństwie w powszechnej opinii społecznej występował wyraźny podział na role kobiece, dotyczące opieki kobiety nad domem, rodziną i dziećmi, oraz role męskie, wskazujące na ich obowiązek pracy zawodowej i pełnienia funkcji publicznych.
Pisarka wielokrotnie podkreślała, podejmując także polemikę z przeciwnikami ruchu emancypacji kobiet, że dzięki wykształceniu kobieta może stać się w pełni świadomą obywatelką, co w konsekwencji przyniesie także skutek w postaci dobrze wykonywanych podstawowych obowiązków kobiecych, czyli żony i matki. Często przypominała, że jednym z najważniejszych praw, z którego korzystać powinny kobiety, jest prawo do wykształcenia.
Działalność Elizy Orzeszkowej mieszkającej w Grodnie budziła zainteresowanie liberalnych środowisk inteligenckich Suwałk. W dowód uznania jej pisarstwa z inspiracji tych środowisk w Suwałkach powstał komitet wsparcia dla Instytutu Elizy Orzeszkowej.
W 1877 r. wspólnie z Wilhelminą Zyndram-Kościałkowską napisała i opublikowała opowiadanie Złota hrabinka, będące debiutem literackim Kościałkowskiej
Nakładem Państwowego Instytutu Wydawniczego (Warszawa 2020, wydanie pierwsze w pełnej edycji t. 1-3, s. 2610) ukazała się Eliza Orzeszkowa jakiej nie znamy. Trzytomowe dzieło autorki z grodu nad Niemnem pt.    „Publicystyka społeczna”: tom 1. „Myślenie obywatelskie, Żydzi, kwestia kobieca”, tom 2. „Rozprawy, studia, artykuły”, tom 3. „Felietony, korespondencje, recenzje, przemówienia”. Artykuły zostały opatrzone przejrzystym aparatem krytycznym, ułatwiającym lekturę zarówno na poziomie naukowym, jak i popularnym (noty z krótką historią powstania każdego tekstu, przypisy i komentarze o charakterze historyczno-kulturowym). Obejmująca całą twórczą biografię Orzeszkowej, trzytomowa, edycja publicystyki społecznej autorstwa Orzeszkowej została opracowana przez Grażynę Borkowską i Iwonę Wiśniewską z Instytutu Badań Literackich PAN, korekta i opracowanie indeksów zamieszczonych tekstów utworów, w tym nieopublikowanych za życia Elizy Orzeszkowej – Jerzy Białomyzy.

## Upamiętnienie
W 1912 r. imieniem Elizy Orzeszkowej nazwana została ulica w Krakowie, w dzielnicy I Stare Miasto. W listopadzie 1938 odsłonięto popiersie Elizy Orzeszkowej w Parku Praskim w Warszawie, autorstwa Henryka Kuny. Również w Kownie (Kaunas) na Litwie znajduje się ulica poświęcona Elizie Orzeszkowej (E. Ožeškienės).
W 1978 roku w cyklu „Sylwetki literatury polskiej” powstał fabularny film biograficzny Ty pójdziesz górą... z Hanną Marią Gizą w roli Elizy Orzeszkowej. Reżyserem filmu był Zygmunt Skonieczny, a premiera miała miejsce dopiero w 1980 roku.

## Galeria

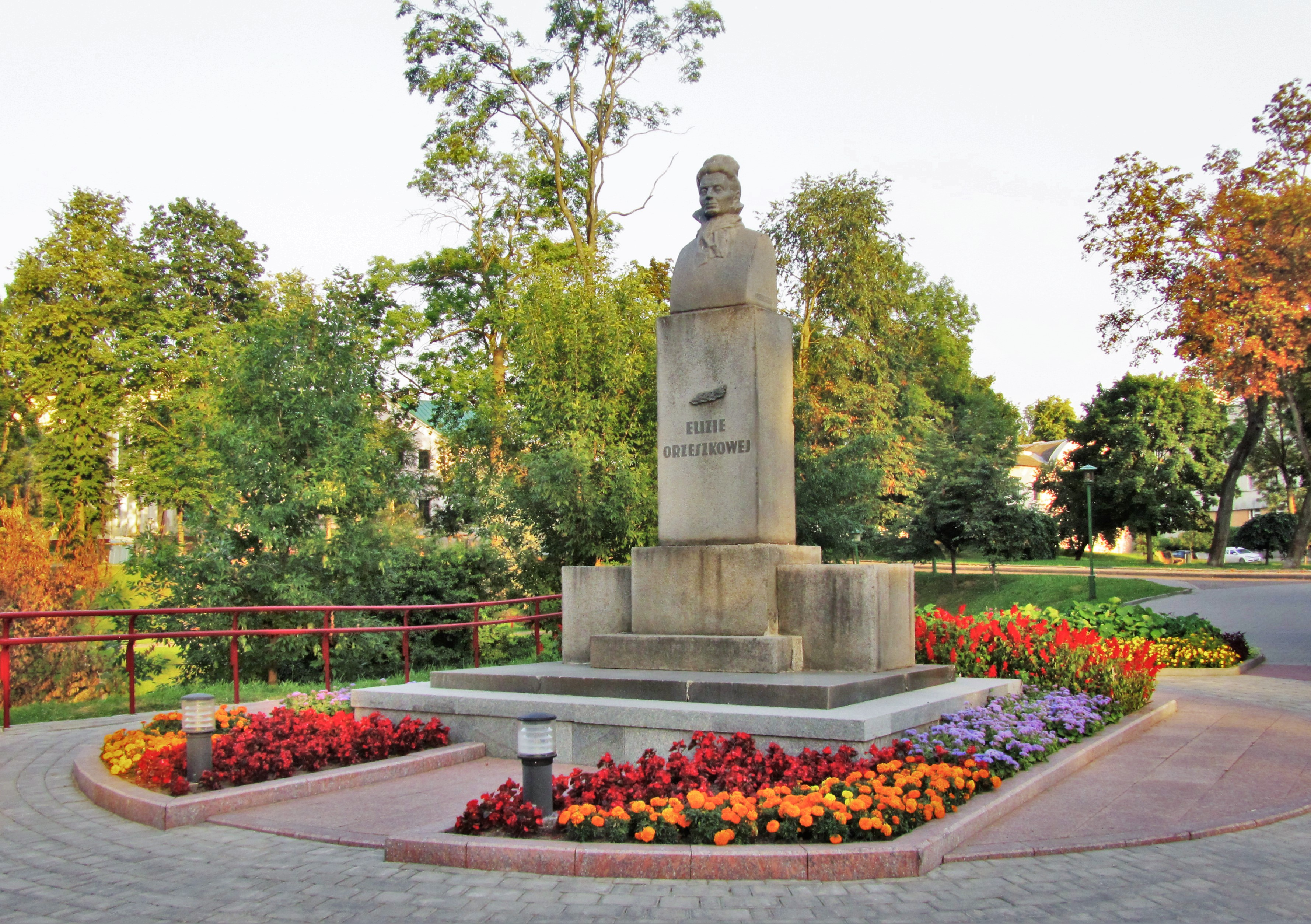
Pomnik Elizy Orzeszkowej w Grodnie odsłonięty w 1929 r.
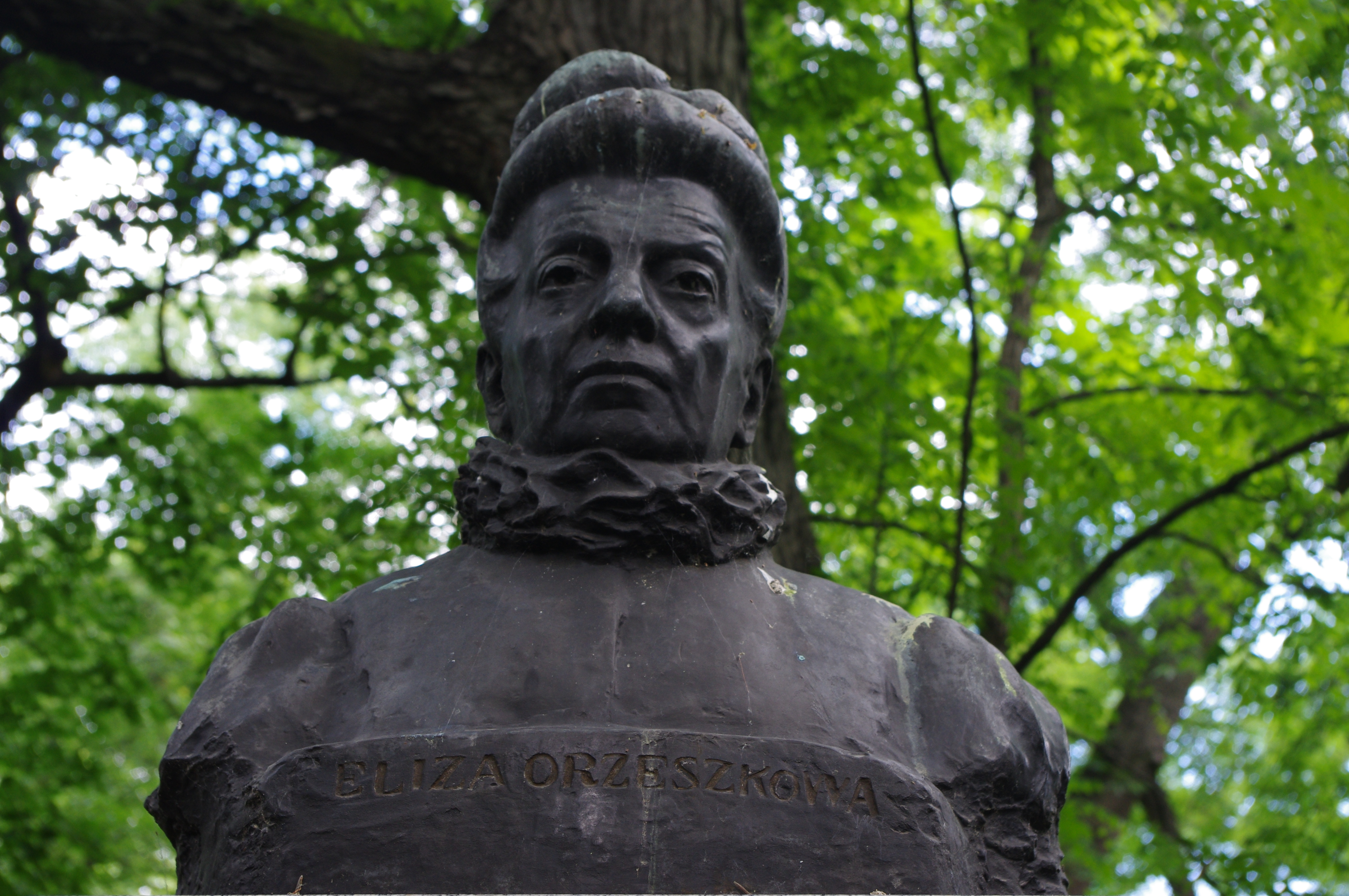
Pomnik Elizy Orzeszkowej z 1938 r. dłuta Henryka Kuny w parku Praskim Żołnierzy 1 Armii Wojska Polskiego w Warszawie
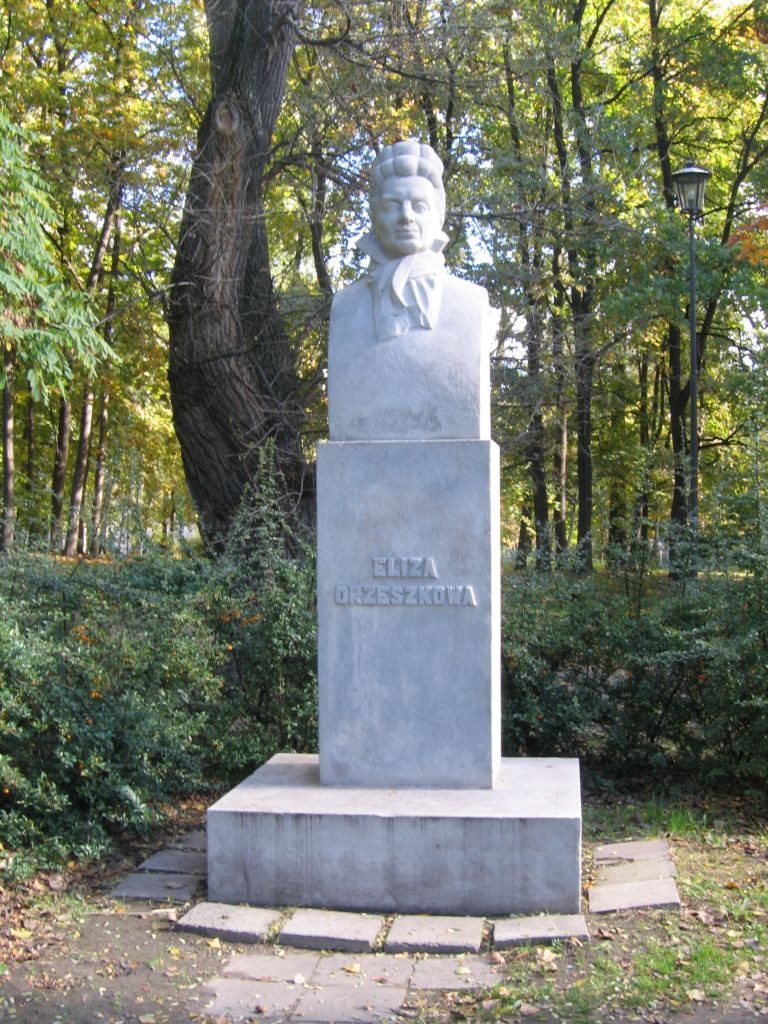
Pomnik Elizy Orzeszkowej odsłonięty w 1958 r. w parku Na Książęcem w Warszawie, kopia pomnika w Grodnie